# ライデマイスター移動
ライデマイスター移動（-いどう、Reidemeister move）とは、位相幾何学の一分野である結び目理論において、結び目や絡み目の射影図に対して施す基本的な変形。ライデマイスター変形とも。名前の由来は数学者のクルト・ライデマイスター。

## 定義
結び目・絡み目の（正則な）射影図において、以下のような局所変形をそれぞれライデマイスター移動I・II・IIIという。文章で表現すると
I - 絡み目の成分をねじってループをつくる、または外す
II - 片方の成分をもう片方の成分の下に潜らせる、またはその逆の操作
III - 交点の上（下）を横切るように別の成分を滑らせる
となる。
|        |         |          |
| 類型 I | 類型 II | 類型 III |

## 性質

Type I'

ライデマイスター移動Iを行うと、射影図の交点数やひねり数が1増減する。IIではひねり数は変化せず、交点数が2増減する。IIIの場合は、交点数もひねり数も変化しない。(よってライデマイスター移動 I がライデマイスター移動 II, III と独立であることがすぐにわかる。)
2つの結び目（絡み目）の射影図が同値な結び目（絡み目）の射影図であるための必要十分条件は、それらが有限回のライデマイスター移動（と平面上での同位変形）の繰り返しで移りあうことである。つまり、結び目（絡み目）は、その射影図を「有限回のライデマイスター移動で移りあう」という同値関係で割ることによって定義できる。このことをライデマイスターの定理といい、1926年に証明された。このため、結び目（絡み目）の射影図に対してライデマイスター移動によって変化しないような量を定めると、それは結び目（絡み目）の不変量となる。
右図のような変形をライデマイスター移動I'と定義することがある。ライデマイスター移動I'は、IIとIIIの繰り返しで実現することができ、この操作では交点数は2増減するが、通常のライデマイスター移動Iと違ってひねり数は変化しない。ひねり数を変化させないライデマイスター移動IIとIII（とI'）で移りあう結び目（絡み目）は正則同位であるといい、ライデマイスター移動IとIIとIIIで移りあう結び目（絡み目）を全同位であるという。
通常、結び目理論では3次元球面（または3次元ユークリッド空間）に埋め込まれた円周を結び目として扱うが、3次元射影空間における結び目理論においては、上記のライデマイスター移動I、II、IIIに加えてさらに2種類の変形（IV、V）を導入することによって、通常の結び目理論と同じようにライデマイスターの定理が成立する。
3次元空間に円周の代わりにグラフを埋め込む空間グラフの理論においても、通常のライデマイスター移動のほかに2種類の変形（IV、V）を導入することによってライデマイスターの定理と同等のことが成立する。
また、仮想結び目の理論においては成分の上下が存在する通常の交点のほかに上下が指定されていない仮想的交点を含んだ射影図を考察するため、仮想的交点を含んだ変形として仮想ライデマイスター移動が定義される。

## 注
1. ↑  Knots, Links, Braids and 3-Manifolds, p.192.
2. ↑  『量子不変量―3次元トポロジーと数理物理の遭遇』55-56頁。
3. ↑  『結び目理論入門』134頁。
4. ↑  Andrew Gibson 『仮想糸について』